# Paulina Villarreal
Paulina 'Pau' Villarreal Vélez (née le 5 février 2002) est une musicienne mexicaine. Elle est la batteuse, autrice-compositrice, pianiste et chanteuse du groupe The Warning, formé en 2013 avec ses sœurs.

## Biographie

### Jeunesse
Paulina est née à Monterrey, au Mexique. Elle a fréquenté le Lycée de Monterrey: Redwood, un établissement bilingue pour filles, ce qui lui a permis d'apprendre et de parler couramment l'anglais.
Dès son plus jeune âge, elle a appris à jouer du piano classique, puis à  l'âge de 6 ans, elle se tourne vers la batterie. La passion de ses parents et le jeu vidéo Rock Band l'ont amenée à la musique rock. Son père a mis en ligne plusieurs vidéos sur YouTube dans lesquelles elle joue des reprises de batterie pop/rock connus,.
Selon elle, Neil Peart a été sa plus grande influence musical pour son style de batterie.
Fin 2012, Paulina forme son groupe The Warning avec ses sœurs Daniela (Dany) et Alejandra (Ale), jouant des reprises de classiques du rock. Dans le groupe, elle partage occasionnellement le chant principal avec Daniela et les chœurs avec Alejandra. En 2014, Kirk Hammett de Metallica voit une vidéo du groupe jouant une reprise de Enter Sandman et fait l'éloge de Paulina dans un tweet.

### Indépendance artistique
En 2015, après que leurs vidéo Enter Sandman soit devenue populaire, Paulina et ses sœurs ont été invitées au The Ellen DeGeneres Show. Ellen DeGeneres les a soutenus avec un don financier qui leur a permis d'obtenir une bourse pour suivre le programme de cinq semaines du Berklee College of Music,, avec une dispense d'âge car l'âge d'entrée requis pour ce programme était de 14 ans.
À la même époque, Paulina écrivait déjà ses propres paroles et sa propre musique. Le premier EP du groupe Escape The Mind est enregistré et sorti la même année.
En avril 2022, Paulina est invitée à donner une masterclass de batterie et de composition lors de l'événement Sound:Check Xpo au Mexique.
En 2024, Paulina fait ses débuts en tant que directrice artistique et réalisatrice en créant le clip de la chanson Qué Más Quieres.

## Équipement
Paulina joue sur une batterie DW Performance Series. Son modèle de caisse claire est une Black Beauty de la marque Ludwig. Le rack DW utilisé a été modifié sur mesure dû à sa petite taille.
Elle est officiellement sponsorisée par la marque Sabian, elle utilise actuellement les cymbales de leurs série HHX.
Elle utilise également des pédales Roland MIDI et un ordinateur portable avec le logiciel Ableton Live afin de contrôler le métronome sur scène, les instruments additionnel et les effets visuels apparaissant sur l'écran derrière le groupe. Dans certaines chansons, Pau utilise également une cowbell.

## Récompenses
En septembre 2023, Paulina est élue n°1 par les lecteurs du magazine Modern Drummer dans la catégorie « Up and Coming ».
La plateforme Drumeo lui remet le prix Rock Drummer of the Year en février 2024.
En mars 2024, elle reçoit le « Decididas Global Award » lors du Decididas Summit annuel dans la ville de Mexico, pour « avoir transcendé les frontières et nous avoir poussé à rêver encore plus grand ». Elle est, dans un premier temps, honorée pour sa contribution dans l'industrie et la société musicales, mais également pour s'être distinguée en tant que leader exemplaire qui cherche à inspirer davantage de jeunes femmes à poursuivre leurs rêves, néanmoins après avoir reçu le prix, Paulina déclare : « Quand on m'a parlé de cette reconnaissance, la première chose que j'ai ressentie a été l'insécurité et l'intimidation. Des médecins, des astronautes et des ingénieurs sont venus ici et j'ai dit 'je ne suis que batteuse', mais ma mère m'a expliqué que ce que je fais et de l'impact que j'ai pu avoir sur la vie des autres personne »,.
En juin 2024, le magazine Forbes Mexico publie sa liste des 100 femmes les plus puissantes du Mexique. Paulina y apparait et le magazine souligne sa récompense aux Drumeo Awards faisant d'elle une des meilleure batteuse du monde à seulement 21 ans.

## Informations personnelles
Elle a mentionné lors d'interview qu'elle s'intéresse également aux finances et qu'elle envisage d'étudier ce domaine.

### Famille
Elle a deux sœurs :
- Daniela « Dany » Villarreal Vélez, la plus âgée
- Alejandra « Ale » Villarreal Vélez, la plus jeune